# Jean Michel Hubert-Dumanoir
Pour les articles homonymes, voir Dumanoir (homonymie).
Jean Michel Hubert-Dumanoir, né à Coutances le 21 septembre 1744 et mort à Malines (Belgique) le 6 mars 1827, est un homme politique français, député de la Manche sous la Révolution française.

## Biographie
Jean Michel Hubert-Dumanoir est le fils de Joseph Hubert, seigneur du Bourg, et de Jeanne Michelle Helye. Il est propriétaire à Saint-Gilles.
Quand éclate la Révolution française, Hubert-Dumanoir embrasse cette cause et prend la charge de commandant de la Garde nationale de Coutances et d'administrateur du département de la Manche.
Le 11 septembre 1792, il est élu treizième et dernier représentant du département à la Convention. Il s'y prononce pour la mort du Roi sans sursis, mais reste discret à l'Assemblée. Réélu le 23 vendémiaire an IV au Conseil des Cinq-Cents par 167 voix sur 410 votants, il en sort le 20 mai 1797, et se retire sur ses terres de Saint-Gilles.
Frappé par la loi contre les régicides, il doit s'exiler en février 1816 en Angleterre puis, expulsé sur ordre du gouvernement britannique, s'installe en Belgique, où il meurt en 1827.

## Sources
- « Jean Michel Hubert-Dumanoir », dans Adolphe Robert et Gaston Cougny, Dictionnaire des parlementaires français, Edgar Bourloton, 1889-1891 [détail de l’édition]
- Base Sycomore, Assemblée nationale
- Louis-Gabriel Michaud, Biographie des hommes vivants, pp 423-24